# پیمان هالکرافت (فیلم)
پیمان هالکرافت محصول ۱۹۸۵ براساس کتابی به همین نام اثر رابرت لادلم است. فیلم با بازی مایکل کین و کارگردانی جان فرانکن هایمر می‌باشد. فیلمنامه توسط ادوارد آنهالت، جورج اکسل رود و جان هاپکینز نوشته شده‌است.

## داستان فیلم
داستان فیلم دربارهٔ پدر مرحوم نوئل هال کرافت (وابسته سابق آدولف هیتلر) که ثروتی را جهت جبران کارهای اشتباه خود باقی گذاشته‌است می‌باشد. حال سالها بعد، نوئل و یک بانکدار سویسی سعی می‌کنند تا اعضای یک شبکه زیرزمینی که پول می‌خواهند تا چهارمین رایش را معین کنند پیدا کنند و آنها حمایت نوئل را از خودشان می‌خواهند. پیدا کردن پول منجر به یک سری ماجراها می‌شود.